# Laje nervurada
A Laje nervurada conhecida é utilizada pela construção civil desde A.C..É uma laje mais estruturada que proporciona uma série de vantagens quando comparada a outros tipos de laje.

## Vantagens

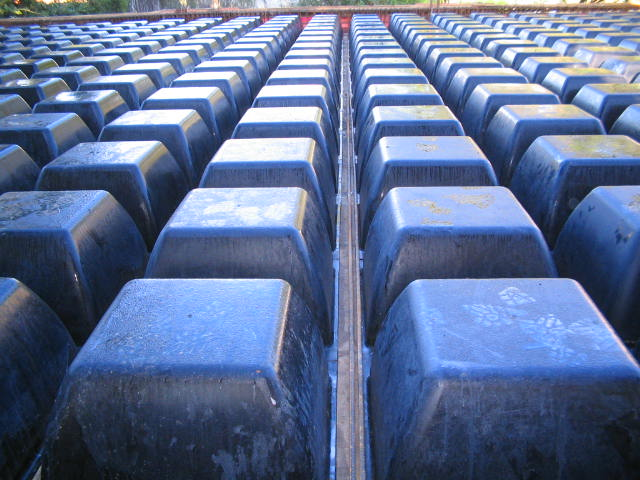
Fôrma de laje nervurada

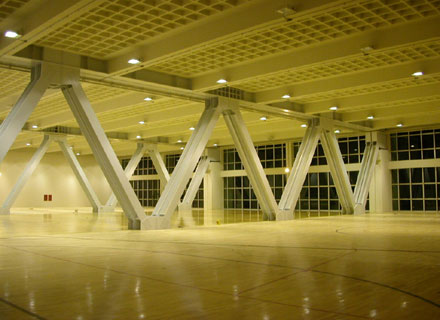
Obra com Laje Atex - Ginásio Poliesportivo PUC-RS

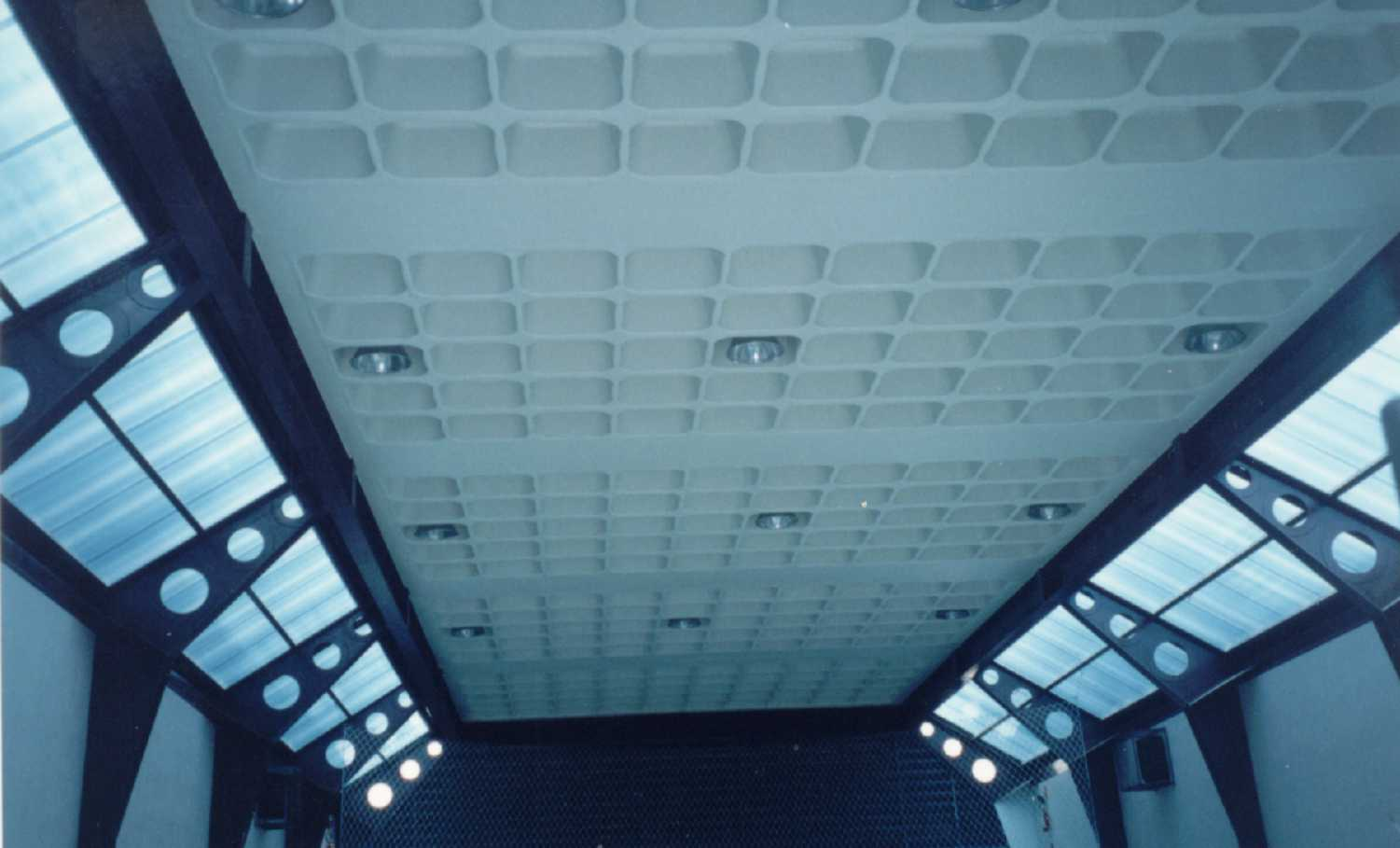

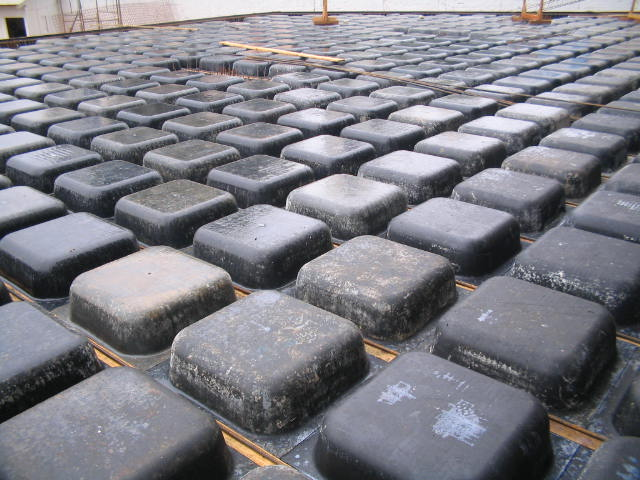
Laje Atex - Construção Loja Etna

- Simplifica a armadura
- Otimiza vãos com maior envergadura
- Estrutura segura, sem perigo de corrosão precoce
- Economiza concreto e aço
- A fôrmas de plástico são reutilizáveis e recicláveis e contribuem com 23% para a Certificação Leed dos Projetos.

Para a construção da laje nervurada deve-se consultar qual dimensão de fôrma melhor atenderá a demanda do projeto estrutural. Existem opções de fôrmas para atender a maioria dos projetos. São mais de 120 dimensões.

## História
A Laje Nervurada já vem sendo utilizada no Brasil desde as primeiras construções.
Inicialmente eram utilizadas fôrmas de madeiras para moldagem da laje. Em seguida, evoluíram para inertes e fôrmas de fibra de vidro, porém todas com pouca produtividade.
Hoje em dia a laje nervurada vem se tornando uma das soluções construtivas mais populares entre as construtoras. A tecnologia usada atualmente foi trazida para o Brasil em 1991 por uma organização privada composta por brasileiros e portugueses. O processo construtivo, com fôrmas de plástico, apesar de amplamente utilizado na Europa, era desconhecido da engenharia brasileira.

## Laje Cogumelo Nervurada
A laje cogumelo é uma laje nervurada que não apresenta vigas. Existem capitéis maciços.
Com a evolução da tecnologia, atualmente se utilizam fôrmas recuperáveis para laje nervurada em polipropileno (laje cogumelo).
No caso destas fôrmas, elas são de fácil montagem e desmontagem e são apoiadas diretamente sobre o escoramento, eliminando tecnologias já ultrapassadas, proporcionando uma laje com ótima estética e acústica, fatores importantes para determinadas obras.
- Construção mais racional de lajes nervuradas
- Dispensa o uso de compensados e inertes
- Redução de despesa final da obra
- Fácil desforma manual, sem ar comprimido.

## Laje Atex com Faixas
Quando a Laje ATEX for apoiada em vigas faixas com altura igual à da laje, tem-se um único horizonte de fôrmas e escoramentos, que facilitam a execução da obra. Neste caso, obtém-se maior produtividade, com a redução de concreto e aço na área nervurada de 30% em relação à laje maciça plana sem vigas.
O modelo utiliza o Sistema Cabetex constituído de elementos de apoio lineares para as fôrmas da área nervurada e cabeças de escoras. Ele dispensa o uso de assoalho de madeira, trazendo economia, rapidez e sustentabilidade.

## Laje Atex com pré-moldado
Uma solução rápida e econômica para o seu projeto é a combinação de vigas e pilares pré-moldados de concreto com a Laje Atex®, moldada no local. Este método é perfeito para áreas menores de trabalho, já que as montagens da sustentação com equipamentos de elevação não ocupam muito espaço no canteiro de obra.
Além da facilidade logística, a construção usa o Sistema Cabetex, que dispensa assoalho de madeira, garantindo agilidade e sustentabilidade ao projeto.

## Laje Atex com estrutura metálica
A Laje Atex® combinada a vigas e pilares metálicos é uma solução veloz e econômica. O método precisa de pouco espaço de trabalho, condição comum nos grandes centros urbanos. O processo é rápido e exige um menor número de vigas metálicas para vãos maiores com menos uso de concreto e aço do que as lajes mistas, muito empregadas com esta estrutura.
O Sistema Cabetex de instalação garante um projeto sustentável, já que não utiliza madeira para moldar qualquer componente. A área maciça, geralmente formando mesa de compressão para as vigas metálicas, poderá ser moldada com a Planex, a fôrma plana da Atex.

## Laje Atex Protendida
Qualquer tipo de Laje Atex – com vigas, ou faixas, ou cogumelo – poderá ser também protendida. A protensão usa cabos de aço dentro de bainhas que, tracionados, se alongam e após o esforço do macaco, encurtam, impondo um esforço de compressão na laje que elimina as trações iniciais relativas às cargas permanentes.
Ela gera redução de concreto e aço em relação a laje maciça plana, garantindo menor custo. Ela pode ser instalada utilizando o Sistema Cabetex, que dispensa o uso de assoalho de madeira, tornando seu projeto mais rápido, fácil e sustentável, e pode ser moldada com a Planex, a fôrma plana da Atex.

## Laje Atex com furos horizontais
A Laje Nervurada Atex com furos horizontais elimina o concreto que não tem função estrutural, tanto dos alvéolos quanto dos furos, resultando em uma economia adicional de 10% de concreto quando comparado à Laje Nervurada sem o Tubex.
Este modelo de laje permite a instalação de dutos de ventilação, tubos hidráulicos e calhas elétricas transpassados na espessura da laje, aumentando a área livre no pé direito ou permitindo a redução da altura do edifício.